# Нечаянные радости
«Нечаянные радости» — незавершённый и утраченный фильм режиссёра Рустама Хамдамова, снимавшийся в 1972—1974 годах. Художник-постановщик — Теодор Тэжик. Был уничтожен по приказу руководства «Мосфильма» из-за несоответствия отснятого материала сценарию, написанному Андреем Кончаловским и Фридрихом Горенштейном по мотивам биографии актрисы немого кино Веры Холодной. Главные роли в фильме сыграли Елена Соловей, Наталья Лебле и Эммануил Виторган.
В 1975 году фильм был переснят режиссёром Никитой Михалковым под названием «Раба любви». Главную роль в новом фильме также исполнила Елена Соловей.

## История
Андрей Кончаловский начал придумывать сценарий к комедийному ретро-фильму под названием «Нечаянные радости» вместе с Геннадием Шпаликовым для актрисы Инны Гулой, жены Шпаликова, которая была чем-то похожа на Веру Холодную, но дописывал его вместе с Фридрихом Горенштейном. Кончаловский порекомендовал Хамдамова, недавно окончившего ВГИК, генеральному директору «Мосфильма» Николаю Сизову в качестве режиссёра для будущего фильма. Во время съёмок Кончаловского, а затем и Хамдамова вызвали на худсовет и попросили объяснить, по какому сценарию он снимает фильм. Хамдамов ответил, что утверждённый вариант сценария ему не нравится и он хочет снимать «свою историю», но когда его попросили предоставить синопсис, бросил съёмки и уехал в Ташкент. После этого Кончаловский отдал фильм Никите Михалкову.
Съемки фильма проходили в 1972—1974 годах. После планового смытия плёнок фильма сохранились только три фрагмента рабочих материалов («Рассказ режиссёра Осипа Прокудина-Горского», «Разговор на лестнице» и «Разговор на шоссе»). Позже эти фрагменты вошли в первый законченный полнометражный фильм Хамдамова «Anna Karamazoff» (1991), где они показаны как «фильм в фильме» (фильм, который героиня Жанны Моро смотрит в кинотеатре).

## Сюжет
События Гражданской войны в России не позволяют участникам съёмочной группы из Москвы продолжить съёмки немого фильма «Раба любви», которые проходят в Крыму. Главную роль в фильме режиссёра Осипа Прокудина-Горского (Эммануил Виторган) должна сыграть кинозвезда Вера Николаевна (Елена Соловей), у которой есть двое детей-близнецов, и очень похожая на неё сестра Надежда (Наталья Лебле). Во время вынужденного перерыва актёры блуждают по студии в костюмах прошлых столетий. Режиссёр Прокудин-Горский коллекционирует ковры, интересуется мистикой, в частности, философией Георгия Гурджиева, и мечтает спасти Россию. Старик, занимающийся починкой ковров, рассказывает ему легенду про волшебный ковёр, который может подарить царству мир и благоденствие на сто лет, если на нём прольётся кровь невинного человека. Ковёр этот раньше принадлежал эмиру из Бухары, но сейчас находится в Крыму и его можно найти. Вместе с сёстрами Прокудин-Горский покупает ковёр у торговки рыбой (Татьяна Самойлова) и рассказывает о том, что он хочет постелить ковёр на поле битвы, чтобы остановить братоубийственную войну. Вера и Надежда сначала отказываются верить в поверье, но Прокудину-Горскому удаётся переубедить их и попросить знакомого белого генерала Гришина-Алмазова пронести ковёр на фронт. Там Прокудин-Горский погибает под ударами сабель и падает на ковёр, но война не останавливается. Во время похорон происходит ссора сестёр, у Веры Николаевны начинается нервная лихорадка и она вскоре тоже умирает. Надежда разрезает ковёр на две части и зарывает их в могилы Прокудина-Горского и Веры.
Надежда забирает детей и решает вернуться в Москву. Когда поезд проезжает по побережью мимо разрушенной кинофабрики, они видят женщину (Татьяна Самойлова), которая прокралась на студию и переоделась в костюм Дианы-охотницы. Женщина забирается на скалу и пускает стрелу в сторону солнца. Почти через двадцать лет с похожей сцены начнётся следующий фильм Хамдамова «Anna Karamazoff».

## В ролях
- Елена Соловей — Вера Николаевна
- Наталья Лебле — Надежда Николаевна, сестра Веры
- Эммануил Виторган — режиссёр Осип Юрьевич Прокудин-Горский
- Юрий Назаров — белый генерал Алексей Гришин-Алмазов
- Татьяна Самойлова — торговка, у которой покупают ковёр / Диана-охотница
- Олег Янковский — актёр Лёша Канин